# Пиржота
Пиржота (рум. Pîrjota) — село в Ришканському районі Молдови. Утворює окрему комуну.

## Історія
За даними етнографічної експедиції 1869—1870 років під керівництвом Павла Чубинського, у селі здебільшого проживали українці, населення розмовляло українською мовою.